# Pierre Lebrocquy
Pierre Lebrocquy (Gent, 1 februari 1797 - Nijvel, 4 februari 1864) was een Belgisch journalist en professor aan de Gentse universiteit.

## Levensloop
Na rechtenstudies aan de Gentse universiteit profileerde Pierre Lebrocquy zich als journalist en literator. Hij was onder meer hoofdredacteur van het Journal de Gand en schreef een aantal volksliederen en spotliederen. In de jaren rond de Belgische onafhankelijkheid uitte hij zich als orangist, maar later kwam het tot een breuk met de groep rond Hippolyte Metdepenningen. In 1841 startte hij als gematigd liberaal de krant Le Réveil de Gand, die echter door tegenwerking van Metdepenningen al snel ten onder ging.
Na zijn mislukte journalistieke carrière richtte hij zich op de taalkunde, en werd hij in 1846 benoemd tot professor Germaanse talen aan de Gentse universiteit. Hij gaf zijn lessen in het Nederlands, wat hem opnieuw veel tegenkanting bracht. Nadat Charles Rogier weigerde zijn benoeming te bekrachtigen, verhuisde hij naar Nijvel, waar hij docent werd aan het atheneum.